# Európai Biztonsági és Együttműködési Szervezet
Az Európai Biztonsági és Együttműködési Szervezet (röviden EBESZ, angolul Organization for Security and Co-operation in Europe, OSCE) a világ legnagyobb biztonsági szervezete, amely Európa, Észak-Amerika és Közép-Ázsia 57 részt vevő államát fogja össze. Eredetileg 1975-ben értekezletként hozták létre, annak érdekében, hogy a Helsinki záróokmány értelmében alkalmi fórumot teremtsenek a többoldalú, de főképp a kelet-nyugati párbeszédnek. 1992-ben alakították állandó intézménnyé, az 1994-es budapesti konferencián vette fel a jelenlegi nevét. A bécsi székhelyű szervezet célja a korai figyelmeztetés, a válságmegelőzés, a válságkezelés, a válság utáni rehabilitáció.
A legátfogóbb páneurópai biztonsági szervezet, 57 résztvevő + 11 partnerállammal. Az EBESZ az ENSZ Alapokmány VIII. fejezete által meghatározott regionális szervezet. Az európai biztonság és stabilitás megőrzése érdekében gyakorolt fő funkciói: a korai előrejelzés, a konfliktusmegelőzés, a válságkezelés és a válságok megoldását követő rehabilitáció.
A biztonságot átfogó és kooperatív módon kezeli, mivel a biztonság minden szektorával egységesen foglalkozik.
Hivatalos nyelvei: angol, francia, német, orosz, spanyol, olasz.
Az 1970-es évek: enyhülés légköre 
1973, Helsinki, Európai Biztonsági és Együttműködési Értekezlet (EBEÉ) – 
1975: Albániát kivéve az összes európai állam, az USA és Kanada aláírta záróokmányát.
10 alapelv (dekalóg): szuverenitás, emberi jogok, viták békés rendezése >> „boldog békeidők percepcionálása”
Az Alapokmányban megfogalmazott ajánlásokat három csoportra, „kosárra” osztották:
- az első kosár a biztonság politikai-katonai aspektusival foglalkozott
- a második kosár az államok együttműködésével kapcsolatos kérdéseket tárgyalta a gazdaság, a tudomány, a technológia és a környezetvédelem terén
- a harmadik kosár a humanitárius és egyéb területeken való együttműködéssel, az információ szabad áramlásával, valamint a kulturális és oktatási együttműködéssel foglalkozott.

1990 párizsi csúcstalálkozó --- Párizsi Charta --- EBEÉ intézményesülésének fontos állomása; 
1994 vége --- Budapesti csúcstalálkozó --- EBEÉ – EBESZ névváltozás. 
Az 1996-os Lisszaboni Csúcstalálkozón döntés született az Európai Biztonsági Charta kidolgozásáról, melyet a következő csúcstalálkozón, 1999 novemberében, Isztambulban fogadtak el. A charta tovább fejlesztette a szervezet képességeit a válsághelyzetekre való reagálás terén és elmélyítette a résztvevő országok együttműködését. 2008-ban az orosz–grúz háború válságba sodorta a szervezetet. 2009-ben, Kazahsztán elnökletével ismét magára talált.

## Részes államai
Albánia, Amerikai Egyesült Államok, Andorra,  Ausztria, Azerbajdzsán, Belgium, Bosznia és Hercegovina, Bulgária, Ciprus, Cseh Köztársaság, Dánia, Egyesült Királyság,  Észtország, Fehéroroszország,  Finnország, Franciaország, Görögország, Grúzia, Hollandia, Horvátország,  Írország, Izland, Kanada,  Kazahsztán, Kirgizisztán, Lengyelország, Lettország, Liechtenstein, Litvánia, Luxemburg, Macedónia, Magyarország, Málta, Moldova, Monaco, Montenegró, Mongólia, Németország, Norvégia, Olaszország, Oroszország, Örményország, Portugália, Románia, San Marino, Spanyolország, Svédország, Svájc, Szerbia,  Szlovákia, Szlovénia,  Tádzsikisztán, Törökország, Türkmenisztán, Ukrajna, Üzbegisztán és Vatikán.

## Lásd még
- Észak-atlanti Szerződés Szervezete
- Kollektív Biztonsági Szerződés Szervezete
- Kelet-ukrajnai háború